# Bur (Einheit)
Bur war ein mesopotamisches Flächenmaß.
- 1 Bur = 63.510,48 Quadratmeter
- 1 Iku = 1/18 Bur = 3528,36 Quadratmeter
- ½ Iku = 1764,18 Quadratmeter
- ¼ Iku = 882,09 Quadratmeter